# Flugplatz Þórsmörk

i8
i11
i13
Der Flugplatz Þórsmörk (ICAO-Code: BITM) liegt im Süden von Island der Gemeinde Rangárþing eystra.
Þórsmörk ist ein beliebtes Ausflugsgebiet gut 30 km östlich von Hvolsvöllur.
Auf dem Landweg ist es über den Þórsmerkurvegur  zu erreichen.
Der wird im weiteren Verlauf zur Hochlandstraße  und ist dort nur für geländegängige Fahrzeuge zu bewältigen.
Der Gletscherfluss Krossá und ihre Nebenflüsse müssen mehrfach gefurtet werden.
Im Jahr 1976 wurde der Flugplatz Þórsmörk angelegt.
Er liegt westlich vor dem Húsadalur. zwischen dem Fluss Markarfljót im Norden und der Krossá im Süden.
Im Húsadalur gibt es einen Zeltplatz und Hütten für Touristen.
Der Flugplatz hat eine Start- und Landebahn 06/24 mit 700 × 35 m mit Schotter-Oberfläche.
Er ist auch auf der Liste für Rettungs- und Krankentransportflüge aufgeführt.
Jetzt ist er bei der isländischen Flugverwaltung Isavia gelistet.